# John Steele (Fallschirmjäger)

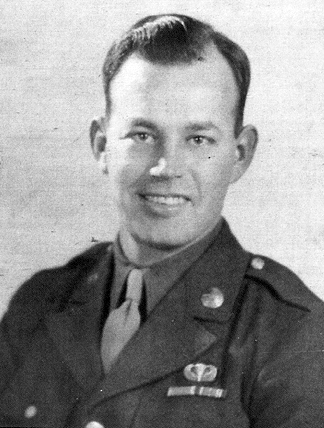
John Steele

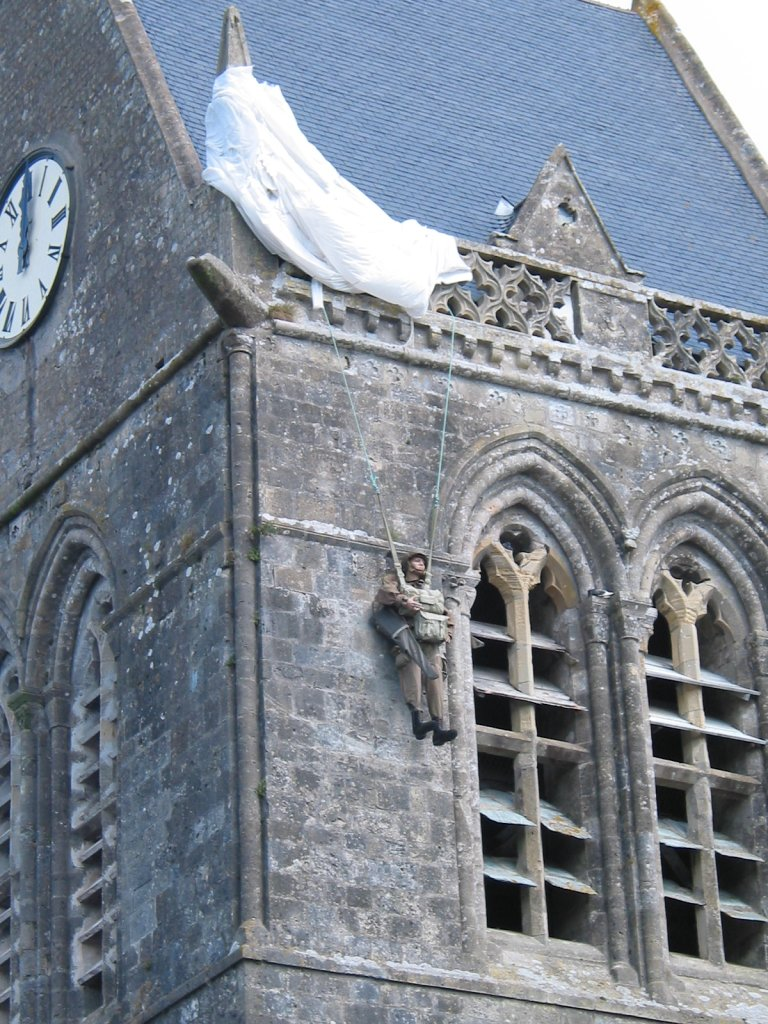
Eine Puppe erinnert an den am Kirchturm hängenden John Steele

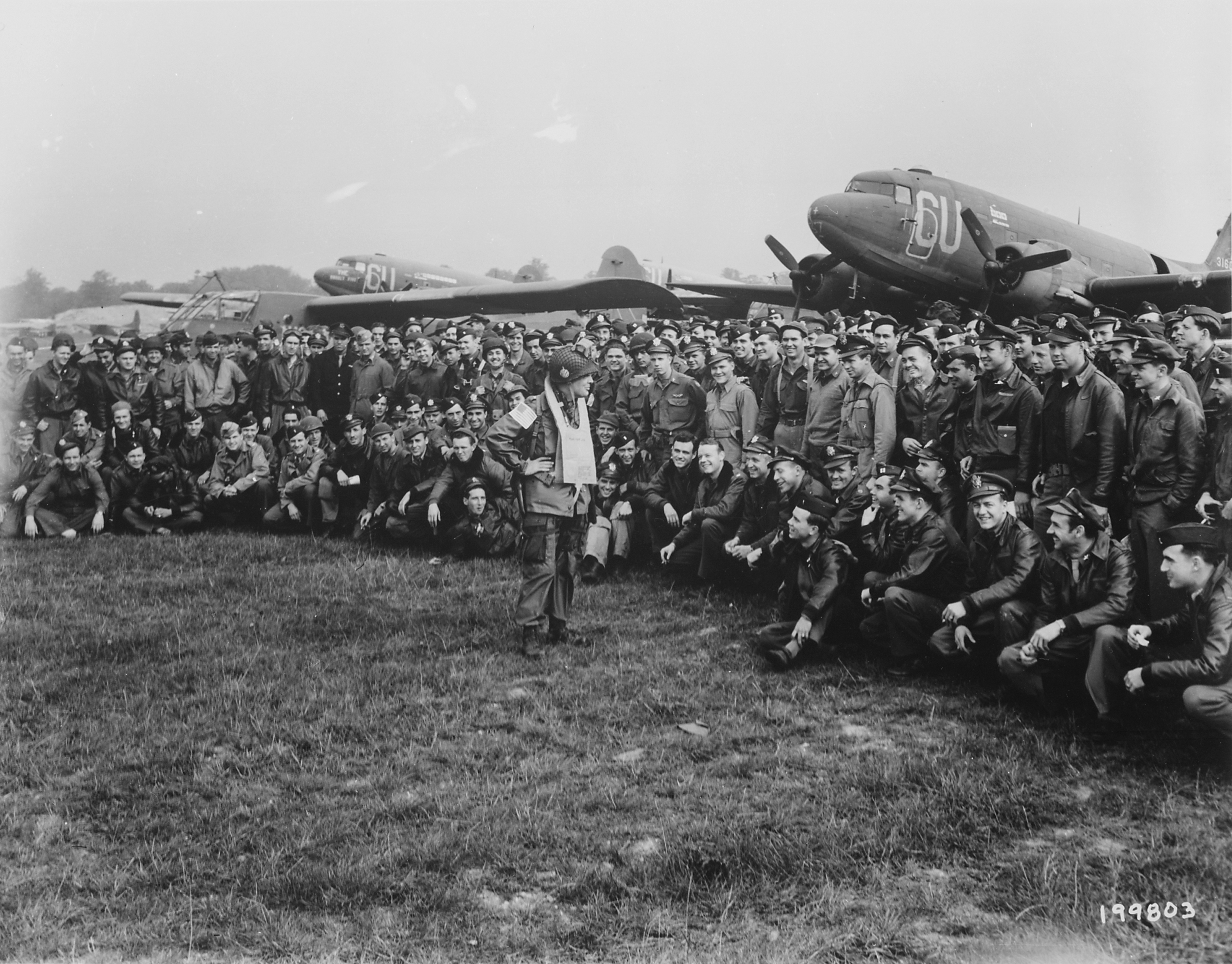
US-Fallschirmjäger am Tag vor dem D-Day. Im Hintergrund stehen ihre Douglas C-47 Skytrains und etwas verdeckt, ein Waco-Gleiter

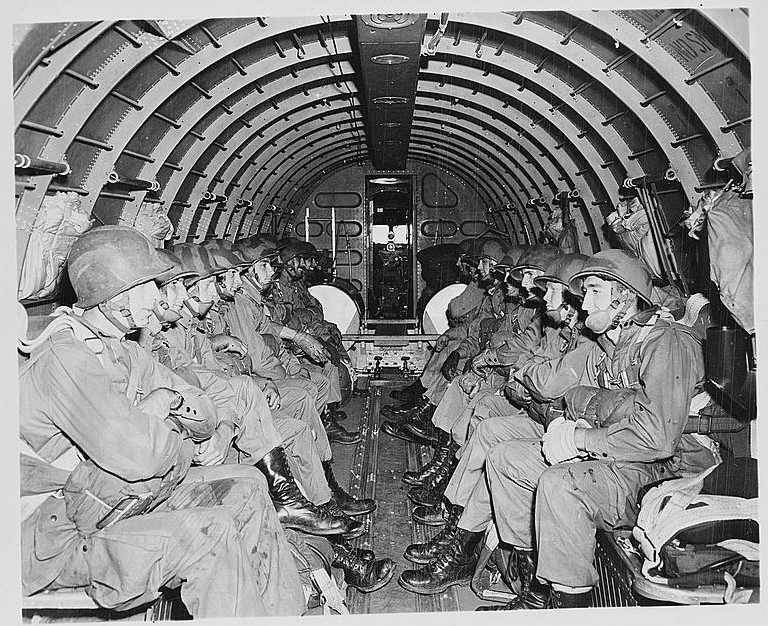
US-Fallschirmjäger vor dem Absprung

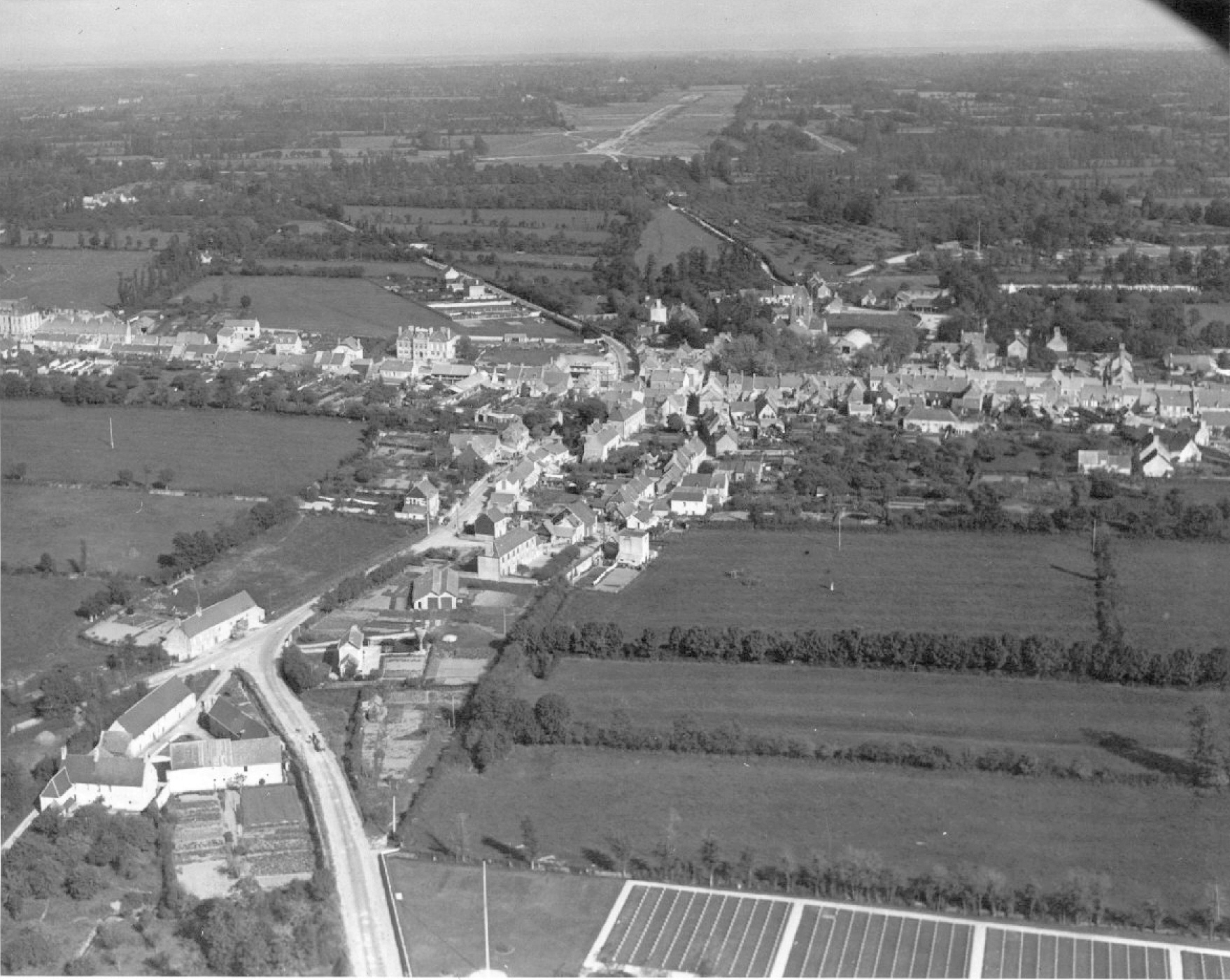
Luftaufnahme von Sainte-Mère-Église im Juni 1944

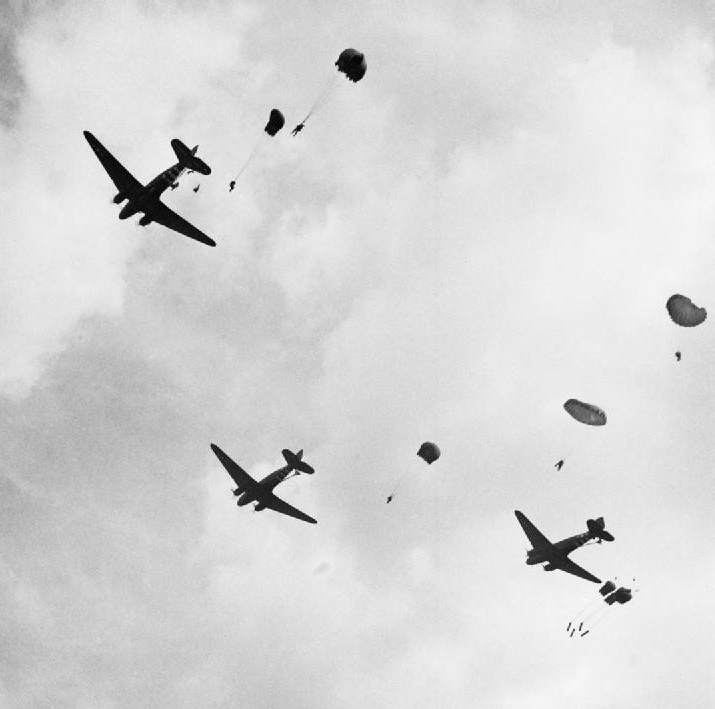
US-Fallschirmjäger beim Absprung

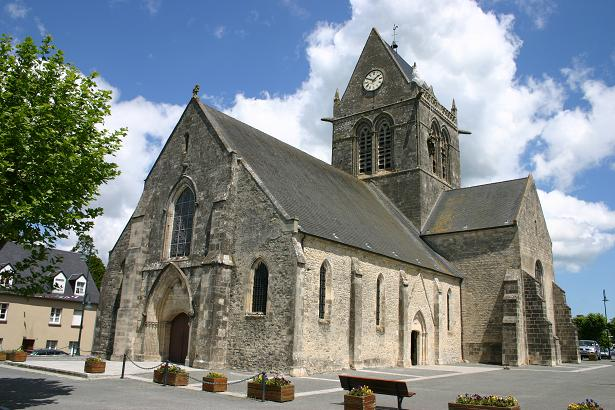
Kirche von Sainte-Mère-Église

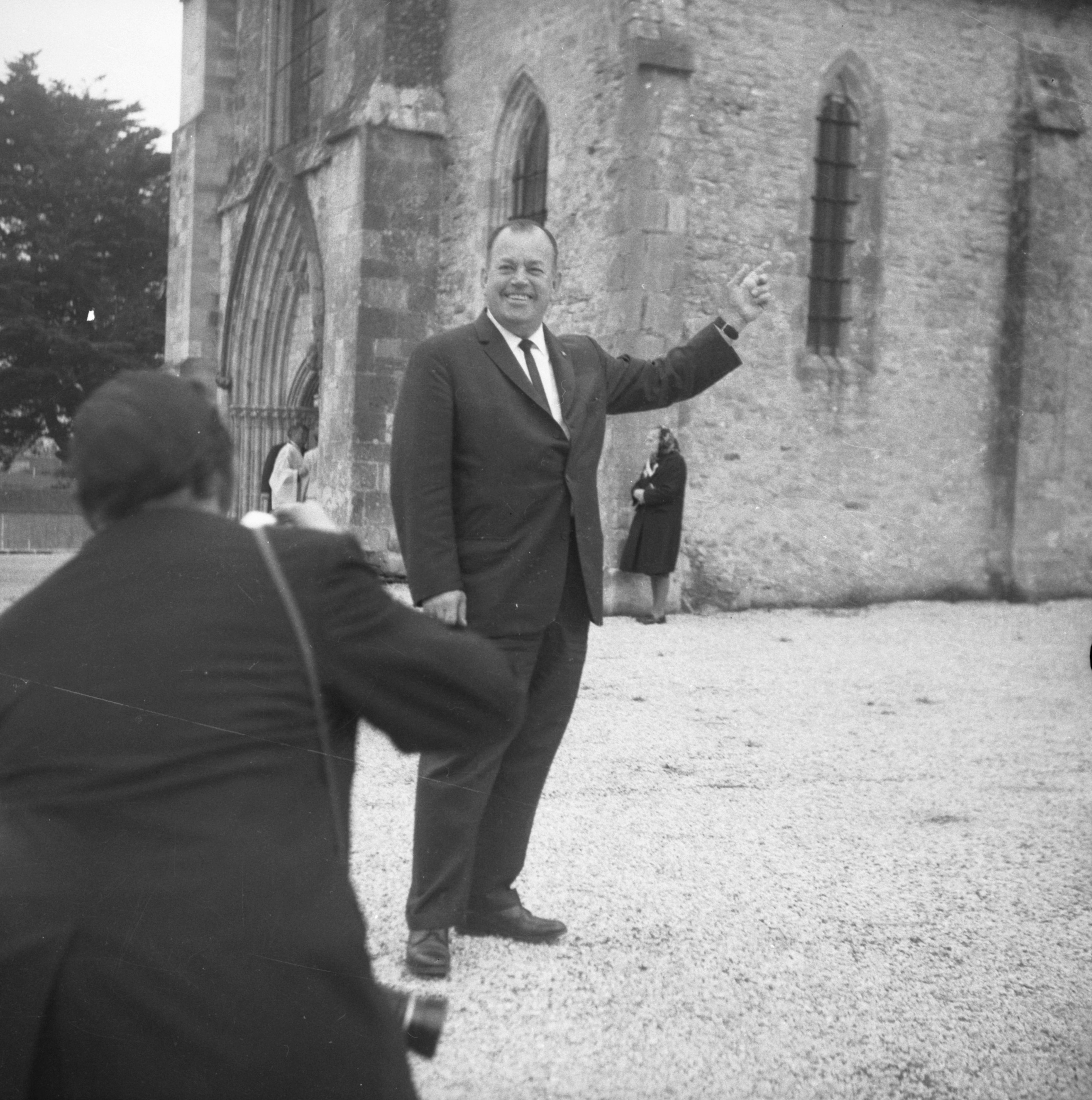
John Steele bei einem Besuch der Kirche

John Marvin Steele (* 29. November 1912 in Metropolis; † 16. Mai 1969 in Fayetteville) war ein US-amerikanischer Soldat. Er landete als Private der Fallschirmjäger am frühen Morgen des 6. Juni 1944 während der Operation Neptune unfreiwillig auf dem Kirchturm von Sainte-Mère-Église. Berühmt wurde er, nachdem dieses Missgeschick in dem Hollywood-Film Der längste Tag thematisiert wurde.

## Herkunft und Familie
John Steele wurde am 29. November 1912 in Metropolis, Illinois, geboren. Seine Mutter war Josephine Lynn Steele und sein Vater war Kapitän John Steele, der Schiffe auf dem Mississippi fuhr. John Marvin war eines von sieben Kindern der Steeles. Drei der Brüder dienten im Zweiten Weltkrieg. Einer der drei, Norman „Short Dog“ Steele, starb nur wenige Wochen vor dem Waffenstillstand. Ein anderer Bruder, James „Oney“ Steele, kämpfte bei den Marines im Südpazifik. Dort wurde er schwer verwundet und verbrachte deswegen viel Zeit im Lazarett.

## F-Kompanie
Steele diente in der F-Kompanie des 3. Bataillons des 505. Fallschirmjägerregiments der 82. US-Luftlandedivision. Er war Kompanieältester, 1944 wurde er 32 Jahre alt, und außerdem der Kompanie-Barbier. Der Rest der Kompanie bestand vor allem aus freiwilligen Soldaten, die ihr zwanzigstes Lebensjahr noch nicht erreicht hatten. Von seinen Kameraden wurde er als sehr sympathisch beschrieben.
Bei einem ersten Gefechtssprung auf Sizilien brach er sich ein Bein. Ein zweiter in der Region von Neapel verlief ohne Verletzungen. Danach kehrte Steele mit seiner Einheit zurück nach Großbritannien, um an den Vorbereitungen für die Landung in der Normandie teilzunehmen.

## Geschehnisse während Operation Neptune
Die Fallschirmjäger der 82. US-Luftlandedivision sollten einen Brückenkopf an dem Fluss Merderet errichten und die Straßenkreuzung von Sainte-Mère-Église nehmen und halten. Dazu wurden sie am frühen Morgen des D-Days westlich Sainte-Mère-Église abgesetzt. Zur Vorbereitung griffen alliierte Bomberverbände Ziele in der ganzen Normandie an, unter anderem auch in Sainte-Mère-Église. Eine verirrte Brandbombe setzte ein Gebäude in Brand, woraufhin die Bewohner von Sainte-Mère-Église, aber auch die deutschen Soldaten durch das Läuten der Kirchenglocken von Sainte-Mère-Église alarmiert wurden. Die Bewohner bildeten Eimerketten, um das Feuer zu löschen, was ihnen aber nicht gelang. Der Kirchplatz war an diesem Morgen gut ausgeleuchtet und voll mit Stadtbewohnern und deutschen Soldaten. Zu dieser Zeit begann das Absetzen der US-Fallschirmjäger und einige landeten in der Ortsmitte von Sainte-Mère-Église. Sie wurden von einer Einheit der deutschen 91. Luftlandedivision, die den Ort verteidigte, unter Beschuss genommen. Durch den Sog des Feuers landete ein Amerikaner mitten in dem brennenden Gebäude.
John Steele sprang an diesem Morgen mit der F-Kompanie ab. Sein Absprung endete an einem Eckturm des Kirchturms von Sainte-Mère-Église. Bei dem Versuch, sich mit seinem Messer loszuschneiden, fiel ihm sein Messer aus der Hand. Auch ein Kamerad, der 17-jährige Ken Russell, verfing sich mit seinem Fallschirm an der Kirche. Von dort aus sollen sie mit angesehen haben, wie ihre Kameraden, die sich in Bäumen, an Häusern oder Fahnenmästen verfingen, Opfer deutschen Abwehrfeuers wurden. Allerdings gelten einige Aussagen über die Intensität der Kämpfe auf dem Kirchplatz als übertrieben. Russell berichtete später, dass Sergeant John Ray bei dem Versuch sie zu retten, von einem deutschen Soldaten in den Bauch geschossen wurde. Als er zu Boden fiel, schoss Ray dem Deutschen, der sich den beiden wieder zugewandt hatte, in den Hinterkopf und konnte sie so vorerst retten. Raymond Paris, Bewohner von Sainte-Mère-Église, war ebenfalls Zeuge der Ereignisse dieses Morgens. Er hatte Steele nicht am Kirchturm über dem Kirchplatz hängen gesehen. Tatsächlich hing dieser auf der dem Kirchplatz abgewandten Nordseite des Turms. Nach seinen Aussagen schossen die Deutschen auf die Flugzeuge und die Amerikaner, die sich in ihren Schirmen verfingen oder in Bäumen hängen blieben. Sie schossen sogar auf Zivilisten, die sie zu befreien versuchten, aber ein Gemetzel, wie in Der längste Tag dargestellt, gab es nach seiner Aussage nicht.
Die Fallschirmjäger, die außerhalb von Sainte-Mère-Église gelandet waren und sich sammeln konnten, drangen unter Führung von Major Edward C. Krause in den Ort ein und zwangen die Deutschen zum Rückzug. Ein deutscher Soldat, der sich auf dem Rückzug befand, machte Steele am Kirchturm aus und schoss auf ihn. Ohne es zu wissen, verwundete er ihn nur leicht am Fuß. Steele stellte sich daraufhin tot und hing so insgesamt etwa zwei Stunden neben dröhnendem Glockengeläut am Kirchturm. Ein weiterer Deutscher wurde auf den sich totstellenden Private Steele aufmerksam. Dieser barg den scheinbar Toten. Der Deutsche war auf der Suche nach Schokolade und Zigaretten. So geriet Steele in deutsche Gefangenschaft und wurde in ein Lazarett gebracht. Er war wegen des Glockengeläuts wochenlang taub. Später entkam er der Gefangenschaft und stieß zu einer amerikanischen Panzereinheit und anschließend wieder zu seiner Stammeinheit.
Die Deutschen unternahmen noch einen starken Gegenangriff, der jedoch scheiterte. Bis zum 7. Juni hielten Einheiten des 505. Fallschirmjägerregiments den Ort allein, bis Panzertruppen von Norden und Infanterieunterstützung von Süden her Entsatz leisteten. Gegen Mittag des 8. Juni und nach zweitägigen deutschen Artilleriebeschuss galt die Stadt endgültig als befreit. Für seine Leistungen erhielt Steele den Bronze Star, für seine Verwundungen im Gefecht das Purple Heart. Insgesamt nahm Steele an sechs Feldzügen auf Kriegsschauplätzen in Europa, Afrika und im mittleren Osten teil. Dazu gehörte ebenfalls die Ardennenoffensive. Dabei kam er auf vier Gefechtssprünge (zweimal Italien, Normandie, Niederlande).

## Krankheit und Tod
John Steele starb am 16. Mai 1969 im Alter von 56 Jahren, drei Wochen vor dem 25. Jahrestag der alliierten Landung in der Normandie, an den Folgen einer Krebserkrankung in einem Hospital in Fayetteville, NC. Er ist auf dem Masonic Cemetery in Metropolis begraben. Er hinterließ seine Tochter Martha und viele Nichten und Neffen.

## Gedenken
Heute wird in Sainte-Mère-Église an vielen Stellen der amerikanischen Luftlandung gedacht. So wurde das Airborne-Museum gegenüber der Kirche gegründet, in dem viele zeitgenössische Exponate ausgestellt sind. Waffen, Abzeichen und Fotos der Luftlandeoperation wurden um eine Douglas C-47 und einen Waco-Lastensegler aufgebaut. Zu sehen sind auch originalgetreue Fahrzeuge und Geschütze, wie z. B. ein GMC Truck oder ein Sherman Firefly. Außerdem findet man in einer Halle des Museums Luftlandeausrüstungsstücke und Uniformen der US-Streitkräfte von 1943 bis 1950. Am Kirchturm hängt wohl das bekannteste Exponat des Ortes. Eine Puppe in US-Fallschirmjägeruniform hängt an einem weißen Fallschirm am Kirchturm über dem Kirchplatz. Eigentlich hing Steele an der Nordseite des Turms, aber aus touristischen Gründen entschied man sich, die Puppe über den Kirchplatz zu hängen. Weiße Fallschirme wurden damals wegen der Tarnung nicht verwendet. Diese waren olivgrün, doch hebt sich der weiße Fallschirm besser vom Mauerwerk der Kirche ab. Im Giebelhaus der Kirche stellt ein Fenster drei Fallschirmjäger zu Füßen der Mutter Gottes dar. An der Kirche sind heute noch Einschusslöcher zu finden. Im Ort ist ein Hotel nach John Steele benannt, das Auberge John Steele. Auch hier wird der Luftlandung durch viele Fotos, Briefe und diverse andere Gegenstände an den Wänden gedacht.

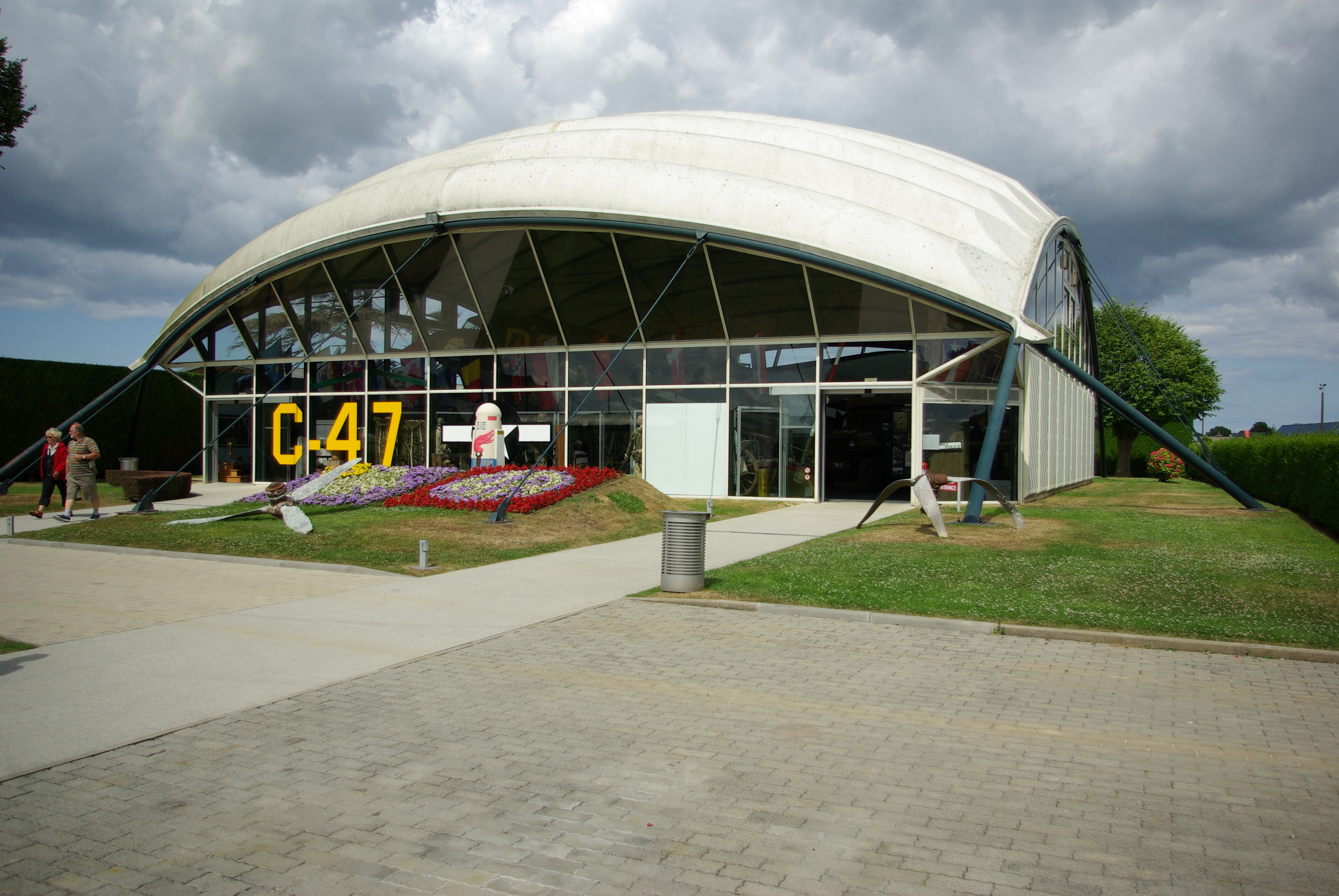
Das Airborne Museum in Sainte-Mère-Église
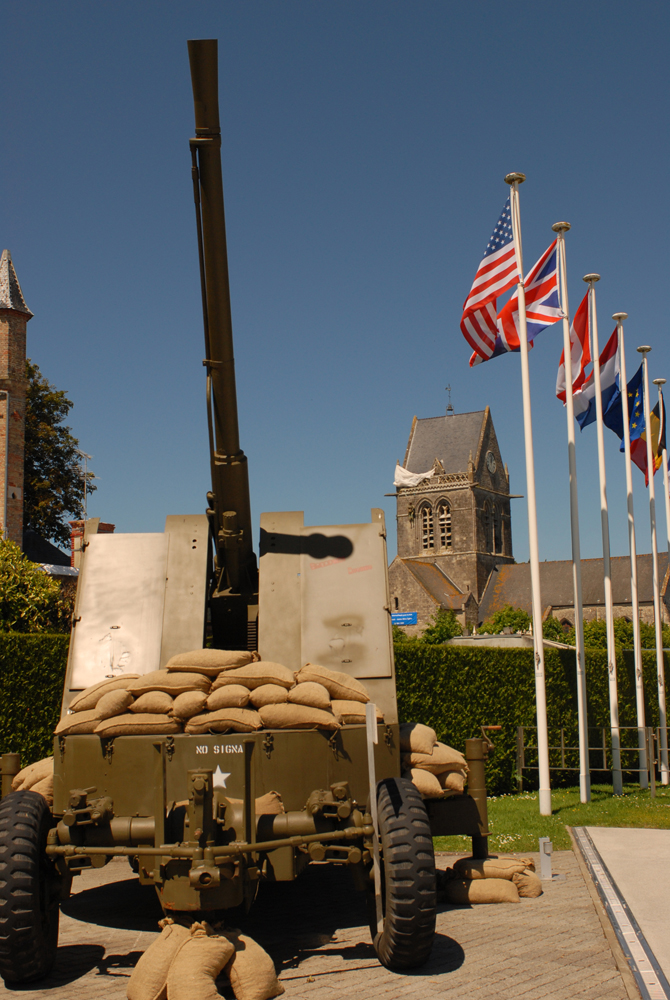
Flugabwehrgeschütz der US-Army und im Hintergrund die Kirche
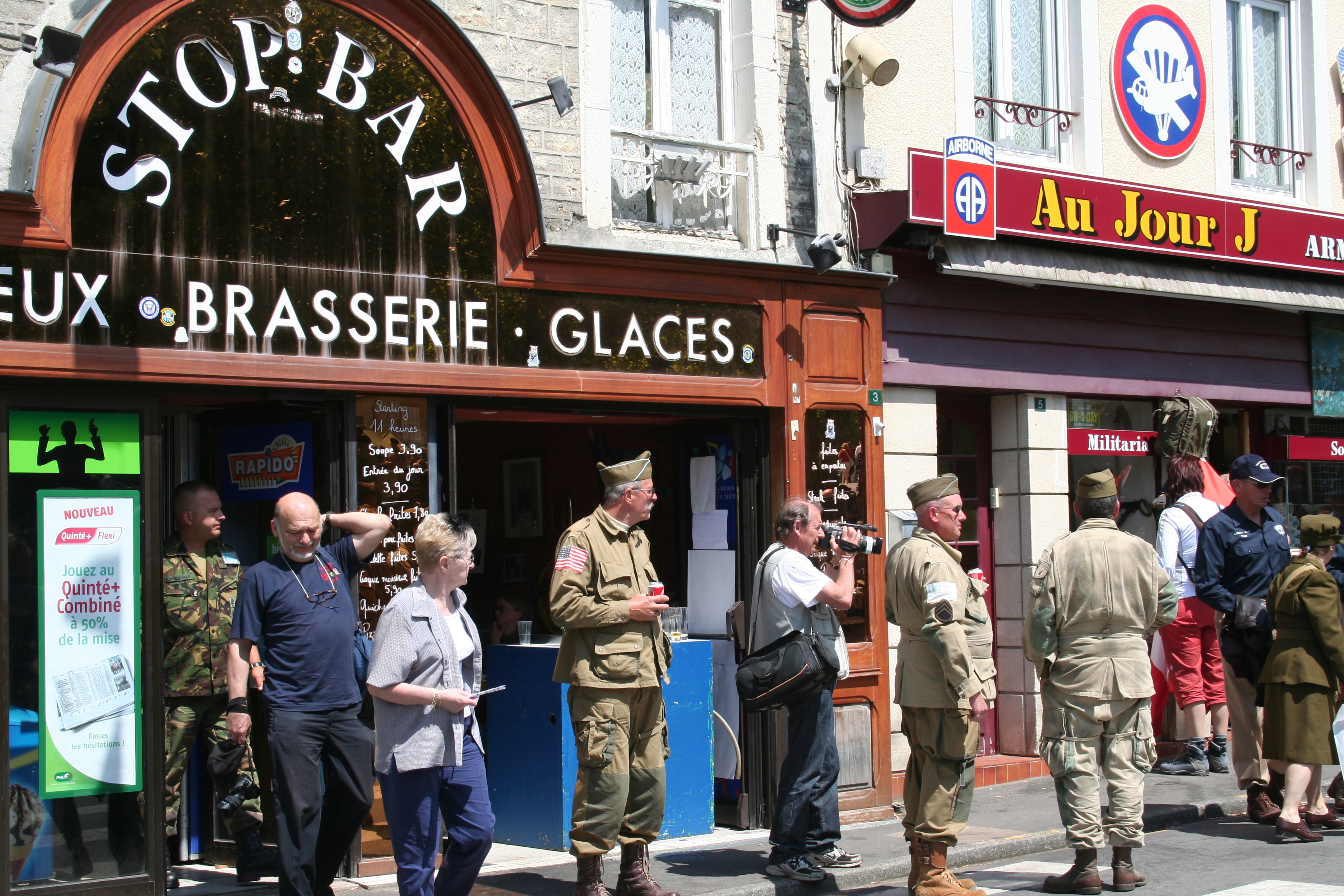
Veteranen und Touristen vor Geschäften in Sainte-Mère-Église.

Neben den Gedenken findet auch die touristische Vermarktung der opferreichen Schlacht in der Normandie statt. Jährlich kommen tausende Touristen, oft Nachkommen der damals dort kämpfenden GIs, nach Sainte-Mère-Église, die ein lohnendes Geschäft für die Souvenir- und Kitschhändler darstellen. Nach Steeles Tod gab sich ein gleichaltriger Betrüger für ihn aus und profitierte bei wiederholten Besuchen von der Dankbarkeit der Einwohner Sainte-Mère-Église. Der Schwindel ist erst gegen 2009 aufgeflogen.

## Verfilmung
In dem Kriegsfilm Der längste Tag (The Longest Day) aus dem Jahr 1962 werden unter anderem die Geschehnisse vom 6. Juni 1944 in Sainte-Mère-Église dargestellt. John Steele wird von Red Buttons dargestellt. Steels Kamerad, Ken Russel, kommt in dem Film nicht vor. Außerdem wird Steele von Amerikanern vom Turm gerettet. Der Film wurde nach dem Buch Der längste Tag. Normandie: 6. Juni 1944 (The Longest Day, 1959) von Cornelius Ryan gedreht.